# أراسيلي كاسترو
أراسيلي كاسترو (بالإسبانية: Araceli Castro Mendoza)‏ هي منافسة ألعاب القوى مكسيكية، ولدت في 1966.